# Todd McShay
Todd Marshall McShay (n. 17 februarie 1977, Swampscott⁠(d), Massachusetts, SUA) este un analist și comentator de televiziune care urmărește fotbalul american. 

## Tinerețe
McShay a urmat North Shore Christian School din Lynn, Massachusetts și apoi Swampscott High School din Swampscott, Massachusetts, unde a jucat fundaș pentru Big Blue  și a absolvit în 1995. 
Apoi a participat la Universitatea din Richmond, unde a jucat pentru Spiders în 1995 și a servit ca coordonator al echipei de scouteri,  înainte de a suferi o leziune la spate care i-a pus capăt carierei universitare.
A absolvit Universitatea din Richmond în 1999, cu o licență de la Jepson School of Leadership Studies. 

## Cariera profesionala
McShay a lucrat ca manager de echipă la Universitatea din Richmond înainte de a fi primit ca stagiar de către fostul cercetător NFL Gary Horton în 1998. După absolvire, McShay a lucrat cu normă întreagă pentru „The War Room”, (1999-2006), o revistă creată de Horton, cumpărată în cele din urmă de ESPN și redenumită „ Scouts Inc. ” 
S-a alăturat ESPN în 2006 ca analist de fotbal, oferind informații detaliate despre cercetarea jucătorilor de fotbal din colegiu din toată țara. Apare regulat în mai multe emisiuni ESPN, inclusiv ESPNU Coaches Spotlight, SportsCenter și ESPN Radio, concentrându-se pe NFL Draft . El este adesea prezent alături de analistul de fotbal al colegiului ESPN Mel Kiper, Jr. 